# Jørgen Clevin
Jørgen Hans Clevin (født 24. april 1920 på Frederiksberg, død 7. august 1993 smst) var en dansk tegner, børnebogsforfatter, lærer og børne-tv-vært. 
Han voksede op som enebarn på Rolfsvej på Frederiksberg. I 1962 købte han og hans kone et hus på Marielystvej på Frederiksberg, hvor han boede til sin død. 
Han er kendt for over hundrede populære billedbøger og pædagogiske hobbyhæfter samt for flere serier af korte fjernsynsindslag med hobbytips.

## Arbejde
Jørgen Clevin var lærer (lærereksamen fra Frederiksberg Seminarium i 1941) Kort tid efter blev han ansat på Skolen på La Coursvej på Frederiksberg, hvor han virkede det meste af sin lærertid. Han gik på pension i 1985. 
Han begyndte at lave tegneserier for børn i slutningen af 1940'erne, mens han underviste på la Courvejens skole. Han leverede daglige tegneserier om Strudsen Rasmus til flere nordiske aviser via Presse Illustrations Bureauet i København (PIB Copenhagen). Ikke længe efter fik han job i Danmarks Radio, hvor han i flere omgange fra 1952 lavede en række tv-serier med korte hobbyforslag for børn. Serierne er også vist på flere udenlandske fjernsynskanaler bl.a. i Norge. Strudsen Rasmus og andre figurer er siden blevet genbrugt i flere billedbøger.
Enkelte af Jørgens Clevins bøger er blevet fjernet fra norske biblioteker pga. deres gammeldags fremstilling af afrikanere.
Jørgen Clevins småtegninger i tidstypisk enkel streg har en naiv ligefremhed, som først og fremmest udtrykker et ønske om formidling og ikke om kunstneriske ambitioner. Sammen med flere andre danske tegnere, både børnebogsillustratorer, tegneserieskabere, vittigheds – og bladtegnere kom Clevin til at præge flere årtier af både dansk og nordisk populær- og børnekultur.